# Heinz Chaloupka
Heinz Chaloupka (* 26. Oktober 1941 in Deutsch Kralup; † 6. Juni 2014) war ein deutscher Hochschul-Professor für Hochfrequenztechnik.

## Leben
Nach der Schulausbildung an der Volksschule und der Mittelschule in Marburg und der Berufsausbildung zum Elektromechaniker studierte er Nachrichtentechnik an der Staatlichen Ingenieurschule in Gießen und graduierte zum Ingenieur (Ing. grad.), bevor er das Studium der Elektrotechnik an der damaligen Technischen Hochschule Darmstadt (heute Technische Universität Darmstadt) aufnahm, das er im Juli 1969 mit seiner Diplomarbeit am Lehrstuhl für Hochfrequenztechnik bei Professor Otto Zinke als Diplom-Ingenieur (Dipl.-Ing.) abschloss.
Im September 1969 wechselte er an die Ruhr-Universität Bochum zum Institut für Hoch- und Höchstfrequenztechnik, das durch Professor Hans Severin geleitet wurde. Dort arbeitete er als Wissenschaftlicher Assistent und wurde am 25. Juni 1975 mit seiner Dissertation „Berechnung der Streumatrix von Rechteckhohlleitungen mit dielektrischen und ferrimagnetischen Einsätzen über die verallgemeinerten Leitungsgleichungen“ zum Doktor-Ingenieur (Dr.-Ing.) promoviert. Anschließend wirkte er am selben Institut nun als Oberingenieur, bevor er 1983 einen Ruf als Professor für Hochfrequenztechnik an die damalige Universität-Gesamthochschule Wuppertal (heute Bergische Universität Wuppertal) annahm.
Er hielt Vorlesungen über Grundlagen der Hochfrequenztechnik, Hochfrequenztechnische Systeme, Radartechnik und über weitere Themen. Chaloupka verfasste mehr als hundert wissenschaftliche Veröffentlichungen und betreute zahlreiche Diplomanden und Doktoranden. Er war Mitglied in der International Union of Radio Science (URSI), der Informationstechnischen Gesellschaft (ITG) und in anderen wissenschaftlichen Gremien. Er starb nach kurzer, schwerer Krankheit im Alter von 72 Jahren.